# セインムー
株式会社セインムー（かぶしきかいしゃせいんむー、英：Seins mous Co.,Ltd.）は、化粧品の製造・販売を主な事業とする日本の企業である。
大阪府大阪市中央区に本社を置く。

## 概要
2017年12月24日に現代表である黒川たくやが創業。市場になり美容化粧品を作りたいという思いからセインムーブランドを立ち上げる。化粧品研究会社とタッグを組み、「部分太り®︎」を特徴とした「ボーテロンド」を代表商品として持つ。

## ブランドストーリー
”女性が美しいことは世界平和につながる”を旗印にした、結果を追求する革新化粧品ブランド。セインムー（seins mous）はフランス語で”柔らかな胸”という意味。化粧品を通じて”女性美を手助けし、皆様の幸せを作る起点になること”という思いが込められている。

## 沿革
- 2017年12月24日　創業[4]
- 2018年6月22日　法人設立[5]
- 2018年2月14日　部分太り美容液「ボーテロンド」発売[6]
- 2020年12月　マタニティーマーク取得[7]
- 2022年3月14日　大阪梅田にフラッグショップOPEN[8]

## 製品・サービス

### ボーテロンド
美容医療に基づいたメカニズムから生まれた新発想の美容液。独自開発、自社エビデンスを持つ化粧品。「部分太り(R)」による顔のシワやくぼみ、ハリのなさ、バストアップ＆ヒップアップ、デリケートゾーンへの加齢にアプローチ。脂肪細胞のボリュームアップを促進する三大有効成分、セルアクティブ＆ボルフェリン＆アデフィリンを高濃度含有。バストアップ化粧品として、唯一の厚生労働省・マタニティーマーク認定商品で安全性が高いことが証明されている。

## 直営店

### 大阪
- セインムー　ザ・ブティック大阪梅田

2022年3月14日オープン。英語名はLa boutique seins mous。